# Service d'accueil et de sécurité de la Présidence de la Polynésie française
 (mai 2024).
Le Service d’accueil et de sécurité est un service administratif de la Polynésie française chargé de l'accueil des visiteurs, de la sécurité et de la surveillance du Palais présidentiel de la Polynésie française. Ses agents ont aussi pour mission d'assurer la sécurité du président de la Polynésie française, de son administration et de son gouvernement, dans les bâtiments gouvernementaux comme lors de leurs déplacements.

## Histoire
Le Service d'accueil et de surveillance (SAS) est créé sous la présidence de Alexandre Léontieff en 1989, puis, en 1995, renommé le Service d'assistance et de sécurité (SAS), sous la présidence de Gaston Flosse. En 2016, il devient le Service d’accueil et de sécurité (SAS), sous la présidence d'Édouard Fritch.

## Liste des chefs du service d'accueil et de sécurité de la Présidence de la Polynésie française
| Périse de fonctions et Fin de fonction                             | Chef du service | Président                                            |                   |
| ------------------------------------------------------------------ | --------------- | ---------------------------------------------------- | ----------------- |
| 1 septembre 2016- 11 août 2020 (3 ans, 11 mois et 10 jours)        | Léopold Teaotea | Édouard Fritch                                       |                   |
| 9 décembre 2020- 2 octobre 2024 (3 ans, 9 mois et 23 jours)</small | Lucien LI       | Édouard Fritch                                       |                   |
| 9 décembre 2020- 2 octobre 2024 (3 ans, 9 mois et 23 jours)</small | 2 octobre 2024  | Angelo Paie par (Intérim) (6 mois et 9 jours)</small | Moetai Brotherson |

### Liste des chefs adjoint du service d'accueil et de sécurité de la Présidence de la Polynésie française
| Période   | Chef adjoint                                                         | Président         |
| --------- | -------------------------------------------------------------------- | ----------------- |
| 2016-2020 | Alexandre Johnston, chef adjoint du service d'accueil et de sécurité | Édouard Fritch    |
| 2020-2023 | Alexandre Johnston, chef adjoint du service d'accueil et de sécurité | Édouard Fritch    |
| 2023      | Angelo Paie,chef adjoint du service d'accueil et de sécurité         | Moetai Brotherson |

### Chef de la division de la sécurité en cas absent du chef  du service d'accueil et de sécurité
| Période | Chef de la division de la sécurité               | Président         |
| ------- | ------------------------------------------------ | ----------------- |
| 2021    | Angélo Paie, chef de la division de la sécurité. | Édouard Fritch    |
|         | Angélo Paie, chef de la division de la sécurité. | Moetai Brotherson |